# Rafael Paulo de Lara Araújo
Rafael Paulo de Lara Araújo, detto Bábby (Curitiba, 12 agosto 1980), è un ex cestista brasiliano.

## Carriera
È stato selezionato dai Toronto Raptors al primo giro del Draft NBA 2004 (8ª scelta assoluta).
Con il Brasile ha disputato i Campionati mondiali del 2002.